# 莱沃
莱沃（法語：Lèves，法語發音：[lɛv] ⓘ）是法国厄尔-卢瓦省的一个市镇，位于该省中东部，省会沙特尔市区以北，属于沙特尔区。

## 地理
莱沃（48°28'8"N, 1°28'53"E）面积7.51 平方千米，位于法国中央-卢瓦尔河谷大区厄尔-卢瓦省，该省份为法国北部内陆省份，北起顺时针与厄尔省、伊夫林省、埃松省、卢瓦雷省、卢瓦-谢尔省、萨尔特省和奧恩省接壤。
与莱沃接壤的市镇（或旧市镇、城区）包括：普瓦维利耶、圣普雷、尚福勒、沙特尔、曼维利耶、巴约莱韦克。

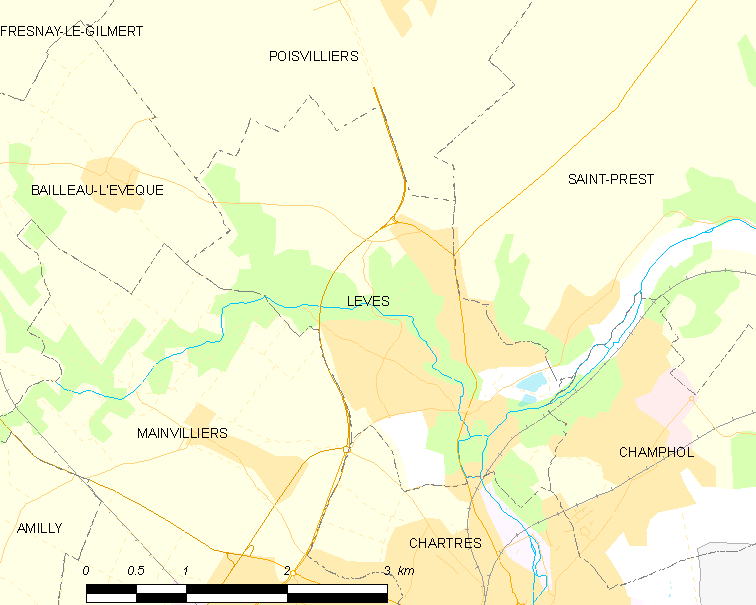
莱沃的OSM定位图

莱沃的时区为UTC+01:00、UTC+02:00（夏令时）。

## 行政
莱沃的邮政编码为28300，INSEE市镇编码为28209。

## 政治
莱沃所属的省级选区为沙特尔第三县。

## 人口

1962-2008年间莱沃人口变化图示

莱沃于2022年1月1日时的人口数量为5701人。